# Józef Kotarbiński

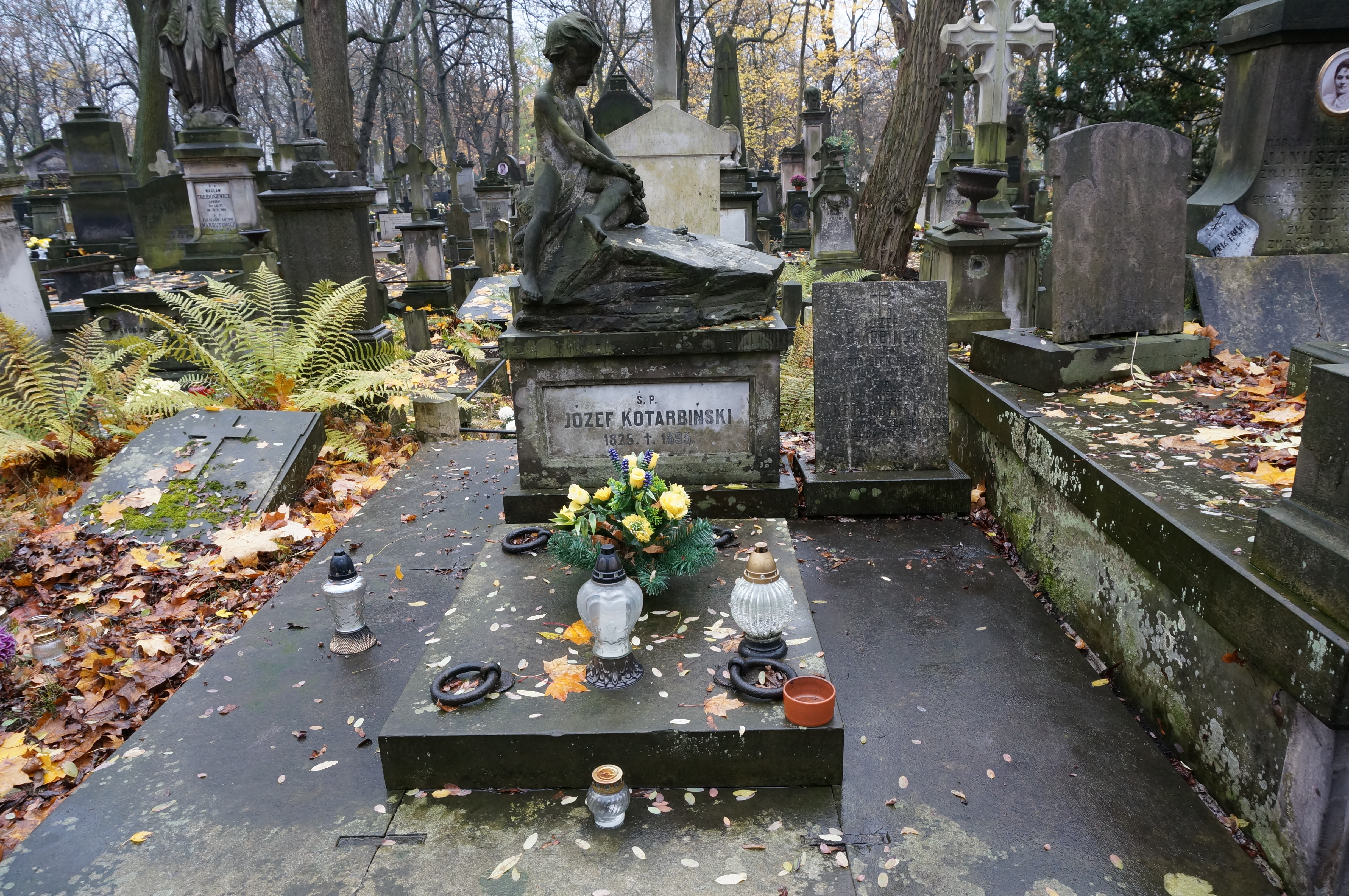
Grób Józefa Kotarbińskiego na cmentarzu Powązkowskim

Józef Kotarbiński (ur. 27 listopada 1849 w Czemiernikach, zm. 20 października 1928 w Warszawie) – polski pisarz, krytyk i aktor teatralny i filmowy, brat Miłosza, mąż Lucyny.

## Życiorys
Był wychowankiem Warszawskiej Szkoły Głównej, gdzie uczył się z Henrykiem Sienkiewiczem, Aleksandrem Świętochowskim oraz Piotrem Chmielowskim. W 1871 ukończył Cesarski Uniwersytet Warszawski.
Początkowo poświęcał się krytyce literackiej i teatralnej, którą później uprawiał, redagował dział literacki "Głosu Warszawskiego". Od 1882 r. redagował "Kolce", poza tym drukował liczne prace w różnych czasopismach. Oddzielnie wydawał szkice obyczajowopsychologiczne Niezdrowa miłość (1898) oraz książkę o Stanisławie Wyspiańskim Pogrobowiec romantyzmu (1909). Wydał też kilka tomów studiów i szkiców krytycznoliterackich i z własnych wspomnień.
Zadebiutował 7 września 1877 r. w Teatrze Letnim w Warszawie, grając w Mazepie Juliusza Słowackiego. Od tego czasu występował w Warszawie (1877-1893 oraz 1905-1926) i w Krakowie (w latach 1893-1905). Grał i reżyserował także w Poznaniu, Częstochowie i Lwowie. Od 3 kwietnia 1920 r. do 24 marca 1921 r. był prezesem ZASP.

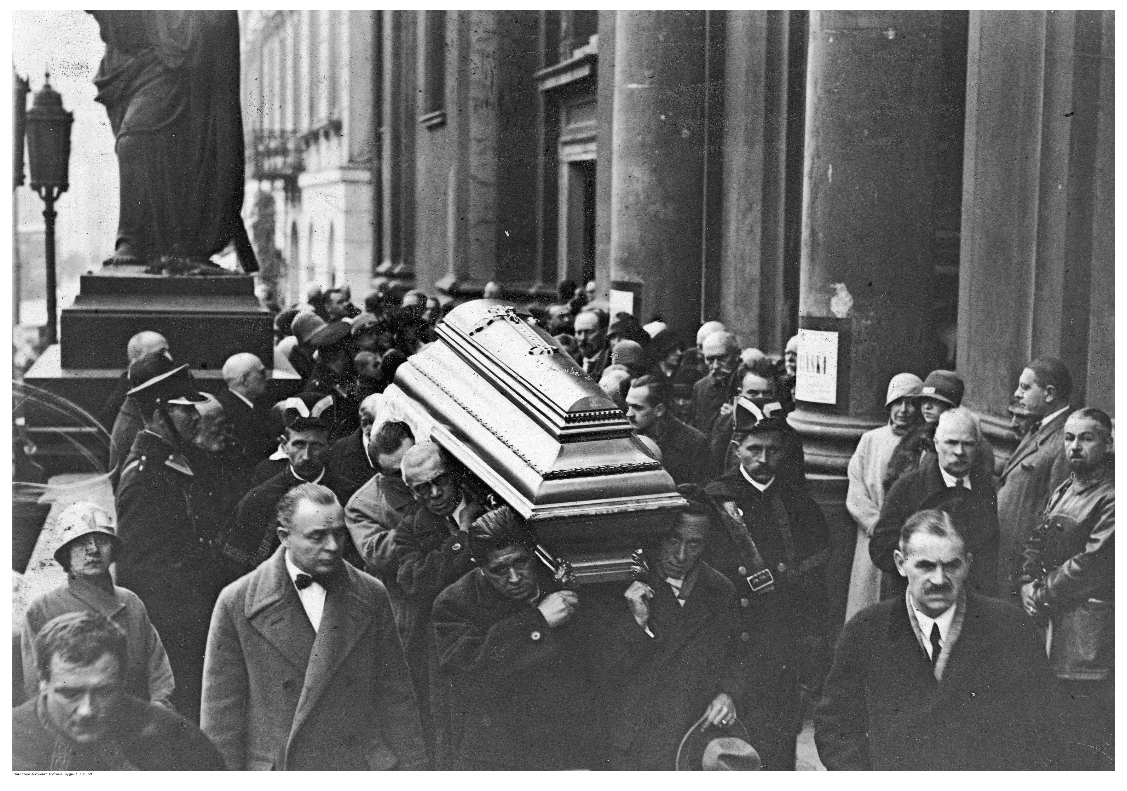
Pogrzeb Józefa Kotarbińskiego, 23 października 1928 roku

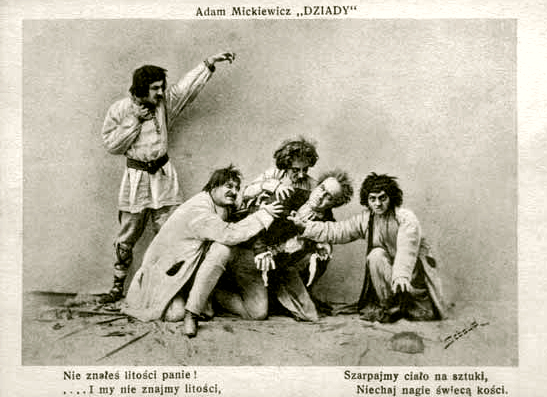
Scena zbiorowa z inscenizacji Dziadów, Teatr Miejski w Krakowie, premiera 31 stycznia 1901. Pośrodku Józef Kotarbiński jako Dziedzic-Upiór

Przez 6 lat (1893-1899) był bliskim współpracownikiem Tadeusza Pawlikowskiego. W latach (1899-1905) był dyrektorem Teatru Miejskiego w Krakowie, gdzie repertuarem i doborem sił aktorskich utrzymał ten teatr na bardzo wysokim poziomie, trwale zapisując się w dziejach teatru polskiego.
Stworzył premierę Wesela (1901) Stanisława Wyspiańskiego, wystawił także Wyzwolenie (1903) i inne dzieła poetów polskich: Juliusza Słowackiego, Zygmunta Krasińskiego, Adama Mickiewicza (Dziady).
Wydał albumy: Aktorzy i aktorki, Ze świata ułudy, oraz W służbie sztuki i poezji (1929).
Był profesorem w warszawskiej Szkole Derynga i w Klasie Dykcji i Deklamacji przy Warszawskim Towarzystwie Muzycznym. Jego uczniami byli: Wanda Siemaszkowa, Stanisława Wysocka i Mieczysław Frenkiel. Został pochowany na cmentarzu Powązkowskim w Warszawie wraz z żoną Lucyną (kwatera C-IV-11/12).

## Role filmowe
- Od kobiety do kobiety (1923)
- Śmierć za życie. Symfonia ludzkości (1924)
- Iwonka (1925)
- Pan Tadeusz (1928).

## Odznaczenie
- Krzyż Oficerski Orderu Odrodzenia Polski (2 maja 1923)[7]